# Élections législatives polonaises de 1957

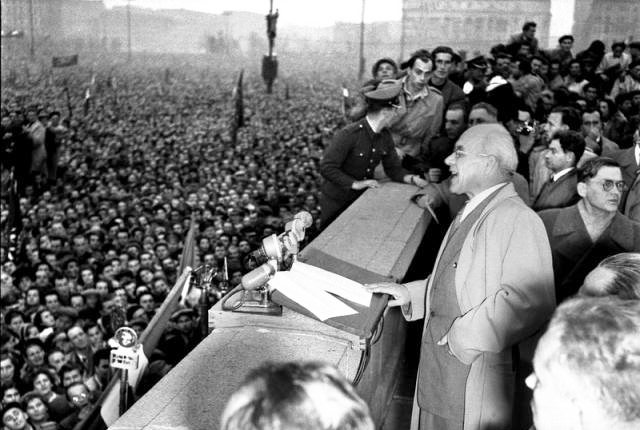
Władysław Gomułka s'exprimant lors d'un discours, le 24 octobre 1956.

Les élections législatives polonaises de 1957 se déroulent le 20 janvier 1957. Ce sont les deuxièmes élections de la République populaire de Pologne et les troisièmes de la Pologne communiste. Elles visent à élire les membres du Sejm, le Parlement polonais.
Les élections sont régies par la Constitution de la République populaire de Pologne. Officiellement, la participation électorale s'élève à 94,1 %.

## Des élections non-démocratiques

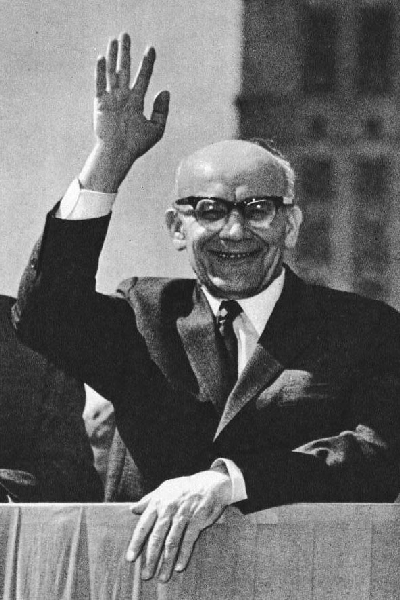
secrétaire du Parti ouvrier unifié polonais (PZPR), Wladyslaw Gomulka (en polonais Władysław Gomułka) de 1956 à 1970.

La seule liste de candidats autorisée est celle du Front Jedności Narodu (FJN), menée par le Parti ouvrier unifié polonais (PZPR).
Ces élections suivent l'accession au pouvoir de Władysław Gomułka, un an auparavant. Comme toutes les autres du régime communiste polonais, elles sont falsifiées comme celles des autres démocraties populaires. Néanmoins, celles-ci sont plus libres que les précédentes : il est ainsi possible dans une très étroite mesure de ne pas voter pour les candidats officiels du Parti unique, et même pour eux de déposer une motion de censure. Aucune opposition réelle ne peut malgré tout se constituer.

## Résultats

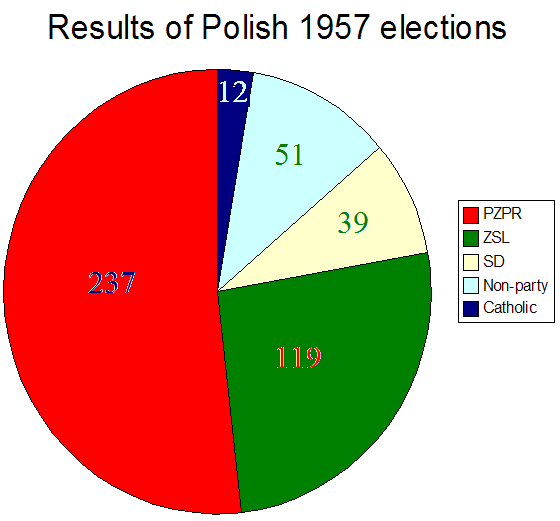
Résultats des élections en camembert.

| Parti | Parti                         | %    | Sièges |
| ----- | ----------------------------- | ---- | ------ |
|       | Parti ouvrier unifié polonais | 51,7 | 237    |
|       | Parti paysan unifié           | 26   | 119    |
|       | Indépendants                  | 13,8 | 63     |
|       | Parti démocrate               | 8,5  | 39     |
|       | Total                         | -    | 458    |

## Sources
- (pl) Cet article est partiellement ou en totalité issu de l’article de Wikipédia en polonais intitulé « Wybory parlamentarne w Polsce w 1957 roku » (voir la liste des auteurs).

- (en) Cet article est partiellement ou en totalité issu de l’article de Wikipédia en anglais intitulé « Polish legislative election, 1957 » (voir la liste des auteurs).